# Sirgui
Sirgui est une localité située dans le département de Boussouma de la province du Sanmatenga dans la région Centre-Nord au Burkina Faso.

## Géographie
Sirgui se situe à 12 km au nord-ouest de Nessemtenga, à environ 25 km au nord-ouest de Boussouma, le chef-lieu du département, et à 15 km au sud-ouest du centre de Kaya, la capitale régionale. Le village est traversé par la route régionale 14 reliant Kaya à Mané.

## Éducation et santé
Le centre de soins le plus proche de Sirgui est le centre de santé et de promotion sociale (CSPS) de Nessemtenga tandis que le centre hospitalier régional (CHR) se trouve à Kaya.
Sirgui possède une école primaire publique et le collège Zounogo d'enseignement général (CEG) privé.